# Podlesie (Kamienica Polska)
Pour les articles homonymes, voir Podlesie.
Podlesie est une localité polonaise de la gmina de Kamienica Polska, située dans le powiat de Częstochowa en voïvodie de Silésie.